# 전용준 (축구 선수)
전용준(한국 한자: 全勇俊, 2003년 7월 16일 ~ )는 대한민국의 축구 선수로, 포지션은 공격형 미드필더이다. 현재 K리그1 대구 FC 소속이다.